# Подвежбе (Серпецький повіт)
Подвежбе (пол. Podwierzbie) — село в Польщі, у гміні Серпць Серпецького повіту Мазовецького воєводства.
Населення — 89 осіб (2011).
У 1975-1998 роках село належало до Плоцького воєводства.

## Демографія
Демографічна структура станом на 31 березня 2011 року:
|          | Загалом | Допрацездатний вік | Працездатний вік | Постпрацездатний вік |
| -------- | ------- | ------------------ | ---------------- | -------------------- |
| Чоловіки | 43      | 12                 | 27               | 4                    |
| Жінки    | 46      | 15                 | 24               | 7                    |
| Разом    | 89      | 27                 | 51               | 11                   |